# Петя и Гаврик
Скульпту́ра (па́мятник, фонта́н) Пе́тя и Га́врик — бронзовая скульптурная композиция, посвящённая главным литературным героям повести Валентина Катаева «Белеет парус одинокий» — мальчишкам Пете и Гаврику, установленная в городе Одессе, в котором происходили события описанные в повести.

## История создания
Идея создания скульптурной композиции возникла у скульптора Николая Степанова ещё в 1965 году: 

Гавриков я считаю одной из своих основных работ. В 1965 году в Одессе был объявлен конкурс на сооружение памятника литературным героям Валентина Катаева «Белеет парус одинокий». В залах Союза художников было выставлено пять или шесть проектов, в том числе и мой. Я тогда был на четвёртом курсе училища. Какими были результаты конкурса, неизвестно. Но тема запала в душу. И лет двадцать я постоянно к ней возвращался. Эти хлопчики вошли в мою жизнь так природно и органично, как абсолютно конкретные ребята.
Скульптор посвятил в планы своей работы Валентина Катаева — выслал ему эскизы памятника и фотографии макетов, которые писатель полностью одобрил — «Ничего ни дополнить, ни отнять в ней я бы не решился». Скульптура была изготовлена и установлена в 1988 году, в советское время, когда все памятники выполнялись по заказу государства. Этот памятник стал одним из последних памятников, установленных в Одессе в советское время.
Прототипами для создания фигур Пети и Гаврика стали сыновья скульптора, один из которых, Клим Николаевич, вспоминает: «Я позировал для Гаврика, а мой брат Максим — для Пети. Приходилось долго сидеть, как говорил папа. Но мы учились, часто были заняты. И папа привлекал соседских мальчишек. Поэтому могу сказать, что это не наши портреты, а всей одесской детворы».

## Композиция
Бронзовые Петя и Гаврик мечтательно смотрят в сторону моря, где открываются горизонты свободы и счастья (по другому прочтению — вглядываясь в будущее). Они одеты в шорты, брюки и рубашки с закатанными рукавами. Скульптор добивался того, чтобы каждый одессит мог найти в героях собственные черты, узнать себя на одесских улицах, шумном «Привозе», на побережье Чёрного моря.